# Bahnstrecke Ellrich–Zorge
| Denkmal der Kleinbahn in Zorge |                           |                                      |                                      |
| Kursbuchstrecke: | 176 b (1934) 200 d (1945) |                                      |                                      |
| Streckenlänge: | 7,3 km                    |                                      |                                      |
| Spurweite: | 1435 mm (Normalspur)      |                                      |                                      |
| |                           |                                      |                                      |
| \| \| \| von Nordhausen \| \| \| \| 0,0 \| Ellrich West \| Ellrich West \| \| \| \| nach Northeim \| \| \| \| 1,3 \| Ellrich Stadt \| Ellrich Stadt \| \| \| \| Landesgrenze Thüringen–Niedersachsen \| \| \| \| 3,6 \| Königstuhl \| Königstuhl \| \| \| 5,1 \| Unterzorge \| Unterzorge \| \| \| 7,3 \| Zorge (Südharz) \| Zorge (Südharz) \| |                           |                                      |                                      |
| Strecke |                           | von Nordhausen                       | von Nordhausen                       |
| Bahnhof | 0,0                       | Ellrich West                         | Ellrich West                         |
| Abzweig ehemals geradeaus und nach links |                           | nach Northeim                        | nach Northeim                        |
| Bahnhof (Strecke außer Betrieb) | 1,3                       | Ellrich Stadt                        | Ellrich Stadt                        |
| Grenze (Strecke außer Betrieb) |                           | Landesgrenze Thüringen–Niedersachsen | Landesgrenze Thüringen–Niedersachsen |
| Haltepunkt / Haltestelle (Strecke außer Betrieb) | 3,6                       | Königstuhl                           | Königstuhl                           |
| Bahnhof (Strecke außer Betrieb) | 5,1                       | Unterzorge                           | Unterzorge                           |
| Kopfbahnhof Streckenende (Strecke außer Betrieb) | 7,3                       | Zorge (Südharz)                      | Zorge (Südharz)                      |

Die Bahnstrecke Ellrich–Zorge (auch als Zorger Willem bezeichnet) verband 38 Jahre lang Zorge mit Ellrich an der Südharzstrecke. Erbaut wurde die Strecke zunächst von der Kleinbahn AG Ellrich-Zorge. Die normalspurige Kleinbahn wurde im Jahre 1945 durch die Zonengrenze durchschnitten – während der Bahnhof Ellrich in der Provinz Sachsen lag, die der sowjetischen Zone zugeschlagen wurde, kam Zorge zum niedersächsischen Landkreis Blankenburg, später zum Landkreis Osterode und 2016 zum Landkreis Göttingen. Dies führte zur Stilllegung des Abschnitts Ellrich Stadt – Zorge. Der verbliebene Abschnitt bis Ellrich Stadt wurde nach der Wende stillgelegt.

## Geschichte

### Planung
Infolge der Fertigstellung der Bahnstrecke Northeim-Nordhausen 1869 gab es auch Gedanken um einen Bahn-Anschluss der Stadt Zorge. Nachdem ursprüngliche Pläne für eine 1000mm-Schmalspurbahn von Ellrich über Zorge nach Benneckenstein, wo Anschluss an das Netz der Harzer Schmalspurbahn bestanden hätte, nicht realisiert werden konnten, entschied man sich zum Bau einer normalspurigen Stichstrecke nach Zorge.

### Gesellschaft
Damit das erforderliche Kapital für den Eisenbahnbau zusammenkam, beteiligten sich auf preußischer Seite der Staat, die Provinz Sachsen, der Landkreis Grafschaft Hohnstein in Nordhausen und die Stadt Ellrich an der Kleinbahn AG Ellrich-Zorge, die am 14. Mai 1906 gegründet wurde. In Braunschweig waren ebenfalls der Staat, der Kreis Blankenburg und die Gemeinden Zorge und Hohegeiß beteiligt. Außerdem übernahmen die Harzer Werke zu Rübeland und Zorge Aktien.
Ende 1942 änderte die Kleinbahn-AG ihren Namen in Eisenbahn-AG Ellrich–Zorge.
Zum 1. April 1949 wurde die Gesellschaft in der SBZ enteignet. Im Westen blieb die Gesellschaft bestehen, die Verwaltung erfolgte treuhänderisch durch die Oberfinanzdirektion Hannover. 1975 wurde das Restvermögen ausgezahlt und die Gesellschaft im Handelsregister gelöscht.
2003 kam es zu einem letzten Treffen der Aktionäre der formal noch immer existierenden Bahngesellschaft, auf dem ihre endgültige Auflösung beschlossen wurde.

### Strecke
Am 10. Oktober 1906 begannen die Bauarbeiten. Nach nur 10 Monaten konnte die nur 7,3 km lange Strecke fertiggestellt werden. Danach nahm die Kleinbahn am 11. August 1907 den Betrieb auf, den die Kleinbahnabteilung des Provinzialverbandes Sachsen in Merseburg führte. In den letzten Wochen des Zweiten Weltkriegs wurde der Betrieb eingestellt.
Durch die Teilung der Strecke aufgrund der Zonengrenze konnte der Verkehr nach 1945 nicht wieder aufgenommen werden. Lediglich der Güterverkehr zwischen den Bahnhöfen Ellrich und Ellrich Stadt blieb übrig, der nunmehr durch die Deutsche Reichsbahn durchgeführt wurde. Zudem blieb auch die Strecke hinter dem Bahnhof Ellrich Stadt bis kurz vor der Zonengrenze in Betrieb, um eine Gießerei anzuschließen. Auch dieser Restabschnitt wurde nach der Wende stillgelegt, da die letzten Güterkunden entfielen. Der Abschnitt hinter dem Bahnhof Ellrich Stadt bis zur Grenze wurde in den frühen 1990er Jahren abgebaut, der Abschnitt bis Ellrich Stadt blieb zunächst bestehen, da das dortige Sandwerk eine Wiederaufnahme des Bahn-Güterverkehrs plante, was jedoch nicht gelang.
Im Westen wurden Güterwagen für die Eisengießerei Zorge mit Culemeyer-Straßenrollern zugestellt. 1965 bis 1967 wurde das Gleis Unterzorge–Zorge abgebaut.
Bis 2003 gab es Pläne, die alte Trasse für eine Museumsbahn zu reaktivieren, die jedoch scheiterten. Infolgedessen wurde auch der verbliebene Gleisabschnitt in Ellrich demontiert und entwidmet.